# 立川直道
立川 直道（たてかわ なおみち、1988年8月31日 - ）は、ジャパンラグビーリーグワン清水建設江東ブルーシャークスに所属するラグビー選手。

## プロフィール
- 奈良県天理市出身。
- ポジションはフッカー(HO)。
- 身長 174 cm、体重 100 kg
- ニックネームはナオ。
- 兄の誠道はレフリー[1] で弟の理道もラグビー選手で、2018-19シーズンまではクボタスピアーズでチームメイトだった[2]。

## 略歴
2007年、天理高校卒業後、天理大学に入学する。
2010年、天理大学ラグビー部の主将に就任した。
2011年、天理大学卒業後、クボタスピアーズ(現・クボタスピアーズ船橋・東京ベイ)に加入。同年9月11日に行われたトップイーストリーグ第1節の横河武蔵野アトラスターズ戦に途中出場で公式戦初出場を果たした。
2014年、クボタスピアーズの主将に就任した。
2019年、清水建設ブルーシャークス(現・清水建設江東ブルーシャークス)に加入。

## エピソード
クボタ社員を続けながら清水建設ブルーシャークスの練習に参加している。